# Calvinisme
Calvinisme (også kaldt den reformerte tradition, reformerte tro eller reformert teologi) er en protestantisk trosretning ofte associeret med reformatoren Jean Calvins lære, skønt også andre reformatorer var med til at grundlægge den reformerte lære, heriblandt Ulrich Zvingli, Theodor Beza og mange andre. De mest kendte elementer i læren er prædestinationslæren og billedforbuddet; i calvinistiske kirker har man ikke billeder, kun skriftsteder er tilladt som dekoration. Calvinismen kaldes også ind imellem augustinianismen, da centrale dele af frelseslæren blev formuleret af Augustin af Hippo i hans disput med Pelagius. I modsætning til læren om den frie vilje lægger calvinismen vægt på skabelsens vedvarende godhed sat op mod menneskets absolutte fald. Frelsen anses som en ny skabelse iværksat af Gud, ikke noget den enkelte frelste ved egen kraft har opnået.
Der er flere retninger indenfor de reformerte kirker. De kontinentalsk reformerte kirker fik ved Reformationen særligt fodfæste i Schweiz, den vestlige del af Tyskland, Nederlandene og til dels Frankrig (Hugenotter). Skotland blev reformert (Presbyteriansk) med John Knox som sin centrale reformator. Den puritanske bevægelse i England i 1600-tallet var også reformert og blev grundlaget for mange nye reformerte kirkeretninger. Mange var presbyterianere, nogle var kongregationalister, og nogle var patikulære (reformerte) baptister.
Den reformerte tro i dens forskellige afskygninger blev således også udbredt til USA og siden til resten af verden. Eksempelvis blev Sierra Leone koloniseret af calvinister fra Nova Scotia. Der er også betydelige menigheder i Nigeria og Korea. I Danmark er der fra gammel tid en reformert menighed i Fredericia, og i København huser den reformerte kirke i Gothersgade både en tysk og en fransk menighed. Desuden er der blevet grundlagt nye reformerte baptistkirker.

## Reformerte bekendelsesskrifter
Reformerte kirker har ligesom lutherske kirker traditionelt være konfessionelle, knyttet til udførlige bekendelsesskrifter, som forklarede den kristne tro. Blandt de mange bekendelsesskrifter er de vigtigste:
De kontinentalt-reformerte kirker tilslutter sig:
- "The Three Forms of Unity", som består af:
  - Heidelberg-katekismen
  - Den Belgiske Bekendelse
  - Dortsynodens læresætninger

De presbyterianske kirker tilslutter sig:
- Westminster-bekendelsen ofte sammen med den mindre ("shorter") og større ("larger") katekismus. Sammen kaldes de "The Westminster Standards"

De kongregationalistiske kirker tilslutter sig:
- Savoy-erklæringen

De reformerte baptistkirker tilslutter sig
- 1689-bekendelsen ofte sammen med en katekismus.

## Vigtige dogmer
Calvinismen har flere forskellige retninger under indflydelse af Calvins efterfølger Theodor Beza, stifteren af Den presbyterianske kirke John Knox, den hollandske teolog Franciscus Gomarus, den engelske baptist John Bunyan og teologen Karl Barth. 
Doktrinen der fremhæver, at mennesket er ude af stand til at gøre fra eller til for sin egen frelse, blev definitivt formuleret ved Dordrechtsynoden (1618–19) og afviste samtidigt den alternative opfattelse kaldet arminianisme.
- Fuldstændigt forfald: Som følge af syndefaldet er alle mennesker syndens slaver. Menneskenaturen er derfor ikke rede til at elske Gud, men vil hellere tjene sine egne interesser og afvise Gud. Det ligger ikke i menneskenaturen at følge Guds bud og frelses.
- Ubetinget udvælgelse: Gud valgte i evigheden dem, han vil frelse, uden forbehold. Valget skete, før den udvalgte fødtes, og er altså en prædestinationslære.
- Partikulær soning: Ved Jesu død blev straffen sonet for synder begået af dem, Gud har bestemt skal frelses. Det var altså kun de udvalgte, ikke menneskeheden som sådan, der blev frelst.
- Uimodståelig nåde: Guds nåde gives til dem, han har bestemt sig for at frelse, og overvinder deres modstand mod at frelses.
- De helliges udholdenhed: De frelste kan ikke falde fra. "De hellige" er calvinisternes navn på dem, der er frelst ved Guds udvælgelse, ikke den katolske kirkes helgener.

Alle mennesker er efter calvinismens syn prisgivet Guds nåde. Han kunne på retfærdigt vis fordømme alle for deres synder. I stedet har han valgt at vise nåde mod enkelte for at bringe ære til sit navn. Et menneske frelses mens et andet fortabes, ikke på grund af vilje, tro eller dyd, men fordi Gud fattede en suveræn afgørelse om at vise nåde.